# Giò Di Tonno
Giò Di Tonno, all'anagrafe Giovanni Di Tonno (Pescara, 5 agosto 1973), è un cantante, cantautore e attore teatrale italiano.

## Biografia
Ha trascorso la sua infanzia a Fiorano, un quartiere di Loreto Aprutino, e in seguito nel quartiere di Santa Filomena, al confine tra Pescara e Montesilvano.

### Musica
Già dall'adolescenza muove i primi passi nel mondo della musica, come compositore e frontman di alcuni complessi amatoriali. Nel 1993 partecipa alla manifestazione Sanremo Famosi cantando La voce degli ubriachi, che gli vale l'anno successivo la sua prima partecipazione al Festival della canzone italiana tra le Nuove proposte col brano Senti Uomo, piazzandosi alla decima posizione della classifica. Il suo primo cd omonimo, prodotto da Franco Bixio ed arrangiato da Vince Tempera, ha un ottimo riscontro da parte della critica. Si ripresenta nell'edizione del 1995 col brano Padre e padrone, che non supera la fase eliminatoria.
Tra il 1995 ed il 1997 fa numerose apparizioni in programmi televisivi come Maurizio Costanzo Show, Domenica in, In famiglia, Tappeto volante.
Parallelamente porta avanti un percorso musicale nell'ambito della musica classica e come direttore artistico del primo Laboratorio per cantautori, struttura nata per soddisfare chi in Italia si avvicina al mondo della musica leggera, coadiuvato da un corpo docente che vede tra le sue file, Franco Fasano, Max Gazzè, Franco Bixio e Matteo Di Franco.
Nel 2005 cura le canzoni della versione italiana del classico Disney Chicken Little - Amici per le penne.
A dicembre 2006 realizza, a scopo di beneficenza per l'A.I.L di Pescara Onlus, un album intitolato Buon Nat A.I.L., che in un mese vende oltre diecimila copie. Nello stesso anno riceve il Premio "Dante Alighieri", per essersi distinto nel campo della musica.
Nel settembre del 2007 esce il singolo Come stai?, cantato con Lola Ponce, sua compagna nel ruolo di Esmeralda nelle scene di Notre Dame de Paris. Il sodalizio viene riproposto sul palco del Teatro Ariston di Sanremo per il festival dell'anno successivo, dove interpretano il brano Colpo di fulmine, che risulta vincitore. La canzone è compresa nell'album Santafè, dedicato al quartiere natale di Giò Di Tonno, sua prima raccolta di inediti dopo tredici anni. Per promuovere il disco effettua il Santafè Live Tour, che alterna al Perdutamente noi Live Tour con Lola Ponce.
Nel 2008 collabora ancora con la Walt Disney Company in occasione dell'uscita del DVD de La bella addormentata nel bosco in cui, insieme a Lola Ponce, presta la voce per il brano principale Io lo so.
Nel 2009 scrive la sigla finale del programma tv della Gialappa's Band Mai dire Grande Fratello Show, in onda su Italia 1 interpretata da Lola Ponce, dal titolo Fuori di me.
A maggio 2011 presenta il brano Com'è bello aspettare, cantato con la musicista brasiliana Tatiana Valle.
Nel giugno del 2014 esce il suo nuovo album dal titolo Giò, preceduto dal singolo Tutta la vita.
Il 2 luglio 2018 riceve a Oppido Mamertina (RC) il Riccio d’Argento del celebre orafo Gerardo Sacco, Premio ai Migliori Live d’Autore della 32 esima edizione dello storico Festival Fatti di Musica del promoter e scrittore Ruggero Pegna, nella sezione dedicata ai protagonisti delle Grandi Opere Musicali Moderne.

### Recitazione
In seguito ai primi successi in campo musicale, Giò Di Tonno inizia anche a studiare recitazione per ampliare i propri orizzonti professionali.
Nel 2001 Riccardo Cocciante lo sceglie per interpretare Quasimodo nel musical Notre Dame de Paris, prodotto da David Zard; nel 2002 avviene il suo debutto. Rimane nel cast fino al 2004 per poi tornare nel ruolo nel 2007-2008, 2016-2017, 2019-2020 e 2022.
Nel 2007 canta nella fiaba musicale L'orco di Giorgio Bernabò, spettacolo che vede la partecipazione di Antonella Ruggiero e Patrizia Laquidara.
Nel 2009 partecipa al musical-opera Oscuro e La strega, spettacolo ispirato alla fiaba di Marina Rossi con le musiche di Giorgio Bernabò a cui prende parte anche la compagnia di pattinatori Colours Roller Team.
Da gennaio 2010 inizia le prove per il musical I promessi sposi - Opera moderna scritto e diretto da Michele Guardì con le musiche di Pippo Flora, in cui interpreta il ruolo di Don Rodrigo. Lo spettacolo ha debuttato il 18 giugno allo Stadio Giuseppe Meazza di Milano, dopo essere stato presentato in anteprima all'interno del Duomo di Milano il 29 aprile, con la partecipazione di Giorgio Albertazzi. La prima rappresentazione viene ripresa da RAI Uno e trasmessa nel settembre dello stesso anno in prima serata. Le repliche nelle varie città italiane lo coinvolgono nella stagione teatrale 2011-2012, con oltre cento rappresentazioni.
Nel 2023 ha interpretato Capitan Uncino in Peter Pan, il musical.

### Televisione
Nel 2007 partecipa alla fiction di Rai Uno Un caso di coscienza, incidendo anche un brano della colonna sonora.
Dal mese di settembre a quello di novembre 2012 partecipa come concorrente, alla seconda edizione di Tale e quale show, il programma di Rai Uno condotto da Carlo Conti, che vince con il 27% dei voti. Nel programma, è l'interprete che ha vinto il maggior numero di puntate (5, una delle quali in ex aequo con Paolo Conticini).
Il 30 novembre 2012 è il campione assoluto del programma, vincendo la finalissima con il 55,52% di voti.
Il 12 gennaio 2013 in coppia con Mietta vince Tale e quale show - Duetti. I due artisti imitati sono Gino Paoli e Ornella Vanoni in Senza fine.
Nel 2013 partecipa anche allo spin-off Tale e quale show - Il torneo della terza edizione classificandosi secondo, alle spalle di Attilio Fontana.
Dal 18 settembre 2017 è uno dei co-conduttori de I fatti vostri su Rai 2 di Michele Guardì, con Giancarlo Magalli Laura Forgia e Paolo Fox.

### Radio
Al termine delle dirette su Radiodue dell'edizione 2009 del Festival di Sanremo ha condotto il programma Buonanotte ai suonatori sullo stesso canale.

### Altre attività
Gestisce un proprio blog su Internet.

## Riconoscimenti
- Dal 2006 è Socio Onorario, nonché Testimonial, della sezione A.I.L. (Associazione Italiana contro le Leucemie, il Linfoma e il Mieloma) di Pescara.
- Il 4 ottobre 2008 Giò debutta nella Nazionale Italiana Cantanti.
- Nell'estate del 2010 riceve a Roma il prestigioso Premio Persefone, come miglior interprete di musical.

## Partecipazioni al Festival di Sanremo
| Edizione                 | Artista                   | Brano                                              | Categoria      | Piazzamento   | Duettante e\o brano omaggio |
| ------------------------ | ------------------------- | -------------------------------------------------- | -------------- | ------------- | --------------------------- |
| Festival di Sanremo 1994 | Giò Di Tonno              | Senti uomo (Giò Di Tonno e Alessandro Di Zio)      | Nuove Proposte | 10º           | -                           |
| Festival di Sanremo 1995 | Giò Di Tonno              | Padre e padrone (Giò Di Tonno e Alessandro Di Zio) | Campioni       | Non finalista | -                           |
| Festival di Sanremo 2008 | Giò Di Tonno e Lola Ponce | Colpo di fulmine (Gianna Nannini)                  | Campioni       | 1º            | Los Vivancos                |

## Discografia

### Album in studio
- 1994 - Giò Di Tonno
- 1995 - Padre e padrone
- 2005 - Chicken Little
- 2008 - Santafè
- 2014 - Giò

## Premi e riconoscimenti
- Premio Flaiano sezione teatro[3]
  - 2017 - Premio per il musical per Notre-Dame de Paris